# Poklisar
Poklisar je nekada bio diplomatski predstavnik najvišeg ranga, poslanik, ambasador, izaslanik, emisar. To je povjerljiva ličnost koju neki čovjek, grupa ljudi ili stranka šalje povodom neke poverljive ili društveno-politički bitne stvari.

## Etimologija
Sar je i u slučaju tesara, mesara, klesara... uvijek ono što nešto odsijeca, reže, da bi se nešto stvorilo, oblikovalo (drvo, meso, kamen...). Poreznici, taksare, režu ljudima materijalna primanja da bi društvo moglo funkcionisati, a poklisari su poslani da odnesu poklone višim vlastima, kojima se vlasti na nižem nivou pokorajavu. Oni odsijecaju financijska sredstva iz lokalne kase da bi kupili mir, plačanjem danka, harača. Poklon znači i dar ali i klanjanje, poklanjanje (davanje, darivanje), pozitivan odnos prema nekome, bilo iz iskrenog poštovanja ili iz straha od više sile. Poklanjanje darova višim silama, bogovima bili su zbog umilostivljenja božanstava, a ovi pokloni su postojali zbog kupovine mira, privilegija (političkih ili trgovinskih).

## Poklisari u Dubrovniku
Dubrovčani su kroz istoriju branili svoju slobodu i privilegovan status, plaćanjem danka raznim vlastima. U vrijeme turske vlasti na Balkanu ispraćaj poklisara s haračem na daleki put do Carigrada u Dubrovniku je uvijek obilježavan kao velika svečanost. Ta ceremonija nije bila izraz puke odanosti sultanu već manifestacija dubrovačke državnosti. Ceremonija je održavana onog popodneva uoči odlaska poklisara. Antonio Vučetić je u časopisu Srđ opisao jednu takvu ceremoniju:
 Bješe osvanulo dne... 1708. godine u Dubrovniku... nebrojeni narod vrvi oko Dvora... Zduri se u crvenom odijelu i soldati sakupljaju... S viječnicima dolazi i preuzvišeni knez, zaodjeven kneževskijem plaštem od crvene svile... te šalje zdure da zovu poslanike... Malo je naime viječe naredilo, da danas po podne izidu na Ploče poslanici, da odnesu u Carigrad danak turskome caru... a do njih sva dubrovačka vlastela, idu u crkvu na božju službu za njihov odlazak... Gospodo poslanici! Daćemo vam i svakojakijeh darova, da ih podijelite carskijem ljudima... Nama je nevolja da ovako radimo, jer nas je malo, a uzaluda nam junačka srca. Silnoviti su Turci oko naše granice... Sve vam je u zapisu što kome imate darovati... Izvršite dakle pomnjivo ovu službu i neka vam samo korist općine vladuštago grada Dubrovnika bude pred očima... Gospodo poklisari! Približio se evo trenutak, da se latite teškog i opasnog posla svojeg poslanstva.
Nakon svečanosti poklisari bi napustili gradske zidine. Odlazili bi na Ploče u unaprijed određenu kuću, odnosno samostan Sv. Jakova, i ondje ostajali do dana kada bi Vlada odlučila da krenu put Carigrada. Dan prije odlaska dostavljan im je harač i pridružila bi im se pratnja. Bila su uvijek dva poklisara, a pratnju su činili komornici, naoružana pratnja, dragomani (tumači), pop, brijač i ostala posluga. Biti poklisarom bila je posebna čast, ali i golema obaveza, pa i rizik. Prihvaćajući se te časti i obaveze, prije odlaska oni "stavljaju na raspolaganje svoje imanje i život za javnu službu". Nošeno blago je bilo ogromno, a put dalek. Putovanje u jednom smjeru je trajalo dva mjeseca. Božo Saraka i Antun Červa (dvojica poklisara) iz Hutova su krenuli 6. maja, a u Carigrad su stigli 10. jula. Zbog sigurnosti, poklisari nisu uvijek išli istom rutom.
Prezimena ove dvojice poklisara (Saraka i Červa) su u mogućoj vezi sa službom koju su obavljali. I crvena boja (červena) je bila boja plemstva, knezova, zdura...